# Izzet Pasja

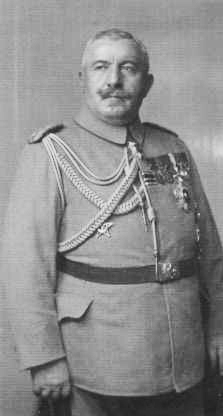
Izzet Pasja

Ahmed Izzet Pasja (Nasliç (Manastır), 1864 - Istanboel, 31 maart 1937) was een Turks politicus van Albanese afkomst. 
Izzet Pasja volgde een militaire opleiding en was tot oktober 1918 legerofficier in het leger van het Ottomaanse Rijk. Voor de Eerste Wereldoorlog was hij minister van Oorlog, totdat hij in 1914 door Enver Pasja werd vervangen.
Tijdens de Eerste Wereldoorlog vocht het Ottomaanse Rijk aan de zijde van de Centralen tegen de Entente-mogendheden. Halverwege 1918 was het Ottomaanse leger uitgeput en waren grote delen van het Rijk (met name het Arabische deel) in handen van de Entente gevallen.
Begin oktober 1918 werd grootvizier Talaat Pasja vervangen door Izzet Pasja. De voornaamste taak van Izzet Pasja was het sluiten van een wapenstilstand met de Entente. Deze wapenstilstand werd op 30 oktober 1918 voor de kust van Mudros op een marineschip ondertekend. Reeds op 10 november 1918 werd Izzet Pasja als grootvizier vervangen door de pro-Engelse Tevfik Pasja.
In de regering van Tevfik was Izzet minister van Buitenlandse Zaken (tot 10 maart 1919).
Nadat in 1922 het kalifaat werd afgeschaft en Turkije in 1923 een republiek werd onder leiding van Mustafa Kemal Atatürk, keerde Izzet Pasja zich tegen de republiek en streefde hij een herstel van het kalifaat na. Hij stierf in 1937.